# Veyretella
Veyretella là một chi thực vật có hoa trong họ Lan.